# 维森格伦德
维森格伦德（德語：Wiesengrund）是德国勃兰登堡州的市镇，隶属于施普雷-奈瑟县，总面积为50.44平方千米，截至2023年12月31日总人口为1,371人。